# I pianeti contro di noi
I pianeti contro di noi este un film SF italian din 1962 regizat de Romano Ferrara. În rolurile principale joacă actorii Peter Dane, Marco Guglielmi, Maria Pia Luzi, Otello Toso.

## Prezentare
O rasă extraterestră trimite cyborgi pe Pământ pentru a pregăti calea pentru o invazie. Cyborgii au fost făcuți să arate la fel ca fiul unui faimos om de știință, pe care l-au ucis atunci când a aterizat pe planeta lor.

## Actori
- Michel Lemoine este Bronco
- Maria Pia Luzi este Marina Ferri
- Jany Clair este Audrey Bradbury
- Marco Guglielmi este Căpitan Carboni
- Piero Palermini
- Jacopo Tecchi este Profesor Giorgio Borri
- Otello Toso este Maior Michelotti